# Michal Baránek
Michal Baránek (* 8. dubna 1933) je bývalý slovenský fotbalový trenér.

## Trenérská kariéra
V lize trénoval Lokomotívu Košice, ZVL Žilina a Tatran Prešov. V roce 1977 získal s Lokomotívou Košice Československý pohár.